# Otten (caravan)
Otten was een Nederlandse carrosserie- en caravanfabrikant in Muntendam, die van 1956 tot 1994 caravans produceerde.

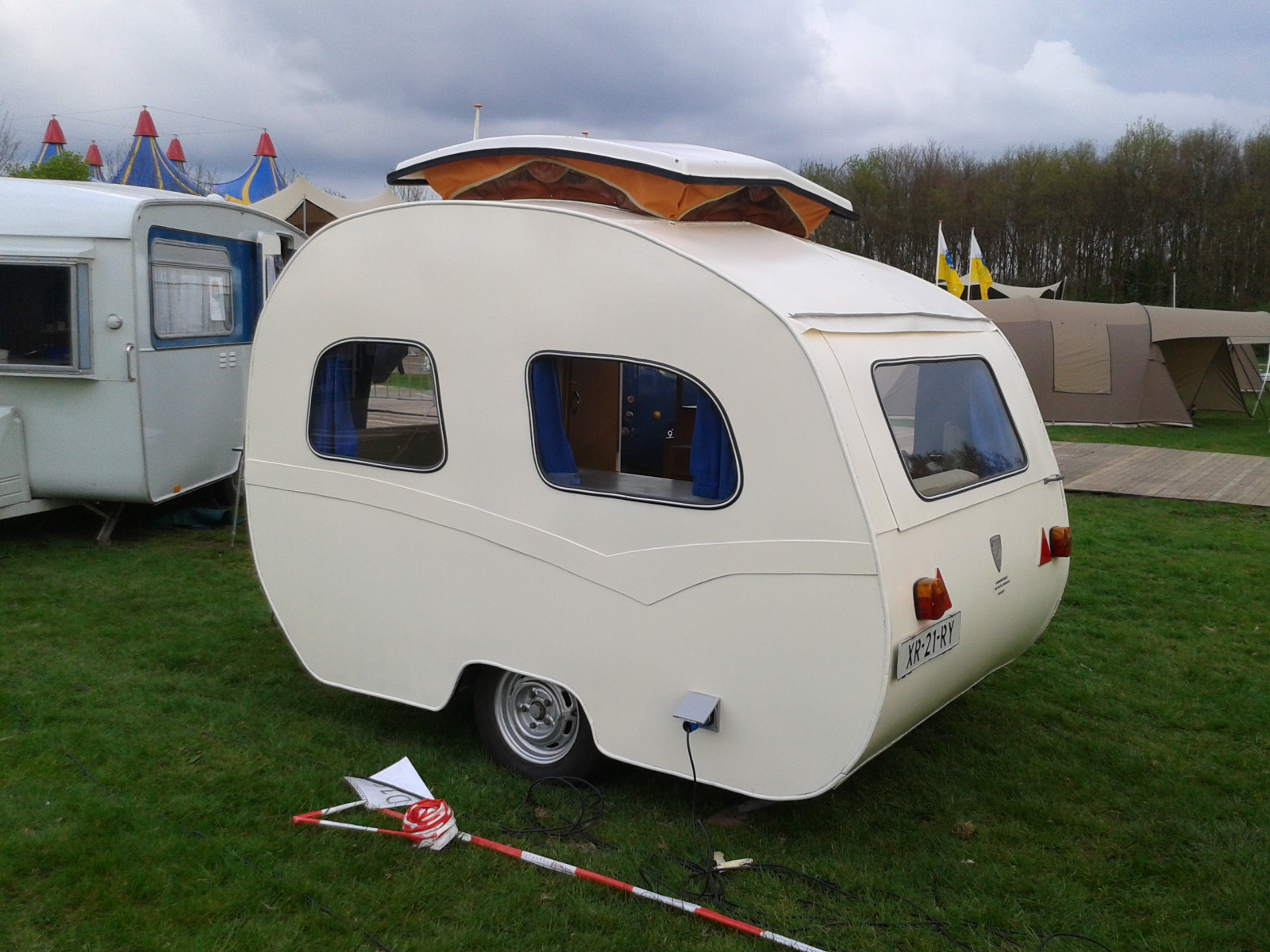
Otten Zwerver (1961)

## Geschiedenis
Al voor 1940 hadden de gebroeders Jan Cornelis en Barend Otten een kleine testcaravan gebouwd, maar door het uitbreken van de Tweede Wereldoorlog begon pas in 1956 de serieproductie van caravans op Het Loeg 37 te Muntendam, in het zuiden van Groningen.
De Otten-caravans hadden een bijzonder ontwerp. Alle caravanmodellen werden voorzien van hefdaken. Door de geringe hoogte was de luchtweerstand laag en daarmee bleef ook het brandstofverbruik van de trekauto binnen de perken. De Otten-caravans behielden hun markante uiterlijk - met een vloeroppervlak dat korter was dan de daklijn - tot 1982. Daarna volgde een meer traditionele vormgeving. In de loop der jaren werden veel modellen op de markt gebracht. Van klein naar groot kregen ze de modelaanduidingen Zwerver, Speurder, Trekker, Kruiser en Ontdekker.

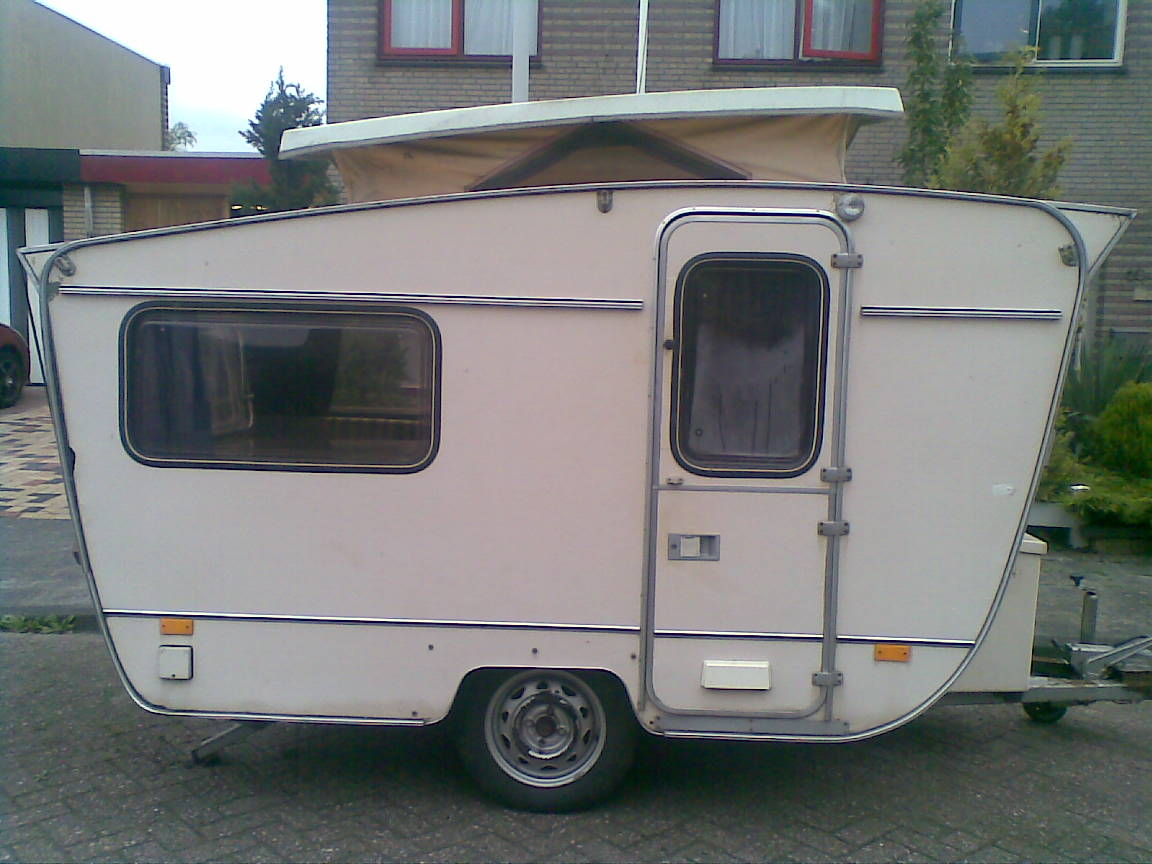
Otten Zwerver (1974)

Alle caravans van Otten zijn gebouwd volgens hetzelfde constructieprincipe: een houten framewerk van iepen- of essenhout, triplex binnenbeplating, isolatiematerialen als styropor en wattendekens. De buitenbekleding was van Masonite, een met olie geïmpregneerd hardboard afkomstig uit Zweden. Dit buigzame en stevige materiaal is zeer geschikt voor caravanbouwers. De meeste fabrikanten gebruikten Masonite tot ongeveer 1966 en stapten daarna over op aluminium of volledig polyester. Otten bleef tot het einde trouw aan Masonite. Het stalen buizenchassis werd na verloop van tijd vervangen door een onderstel van ALKO.
In 1994 viel het doek voor dit Groninger caravanmerk.